# Chiara von Galli

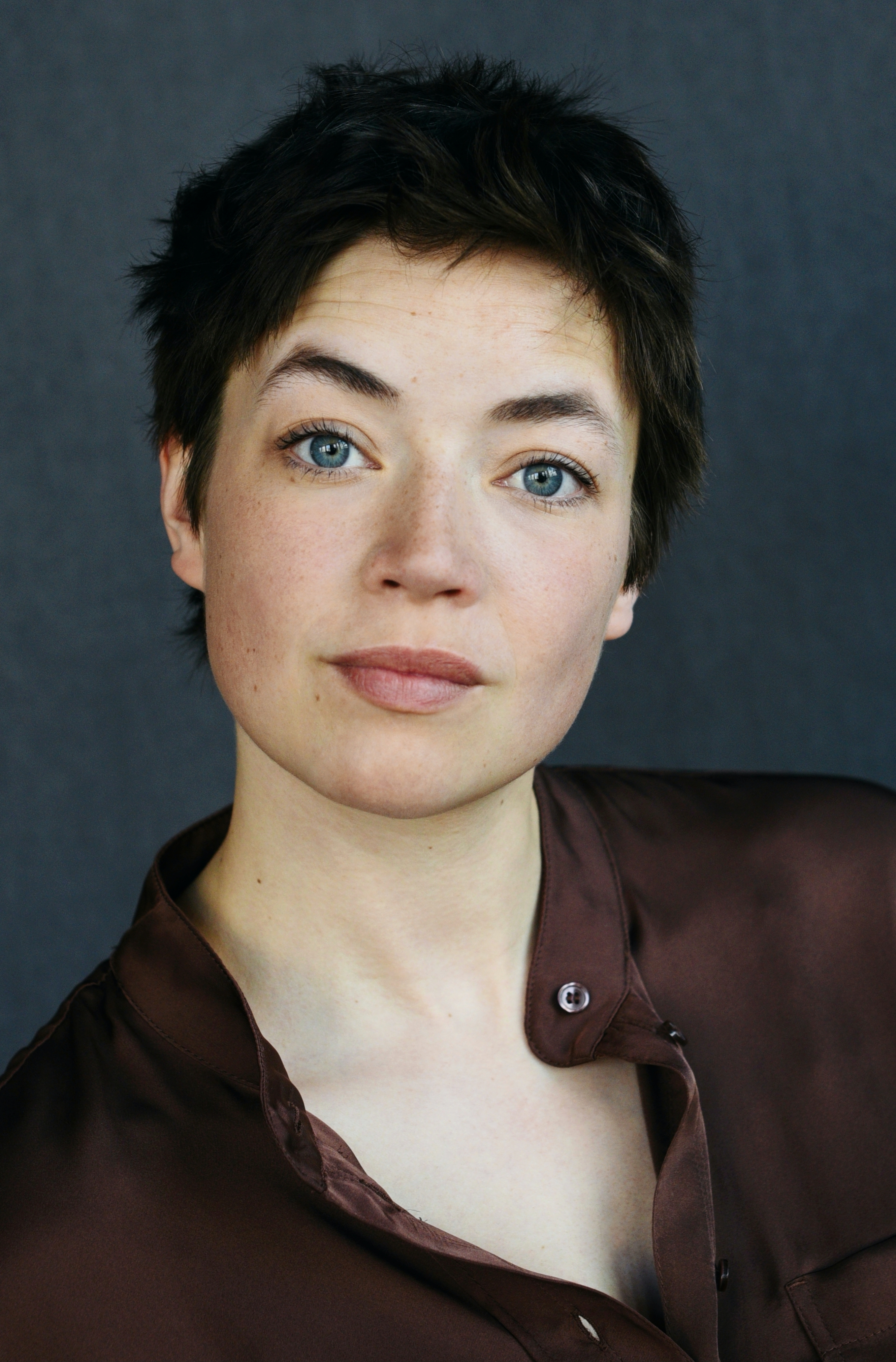
Chiara von Galli

Chiara von Galli (* 18. April 1994) ist eine deutsche Schauspielerin und Fotografin.

## Leben und Karriere
Die 1994 geborene Chiara von Galli stand bereits mit sieben Jahren das erste Mal vor der Kamera, in dem Werbespot "AEG Lavamat - Ganz Deutschland zieht sich aus". Ihr Filmdebüt gab sie 2007 in Die Wilden Hühner und die Liebe. Bis sie 2012 in England ihr Abitur abschloss, übernahm sie außerdem Rollen für das ZDF (SOKO 5113, Der Bergdoktor, SOKO Stuttgart, Der Staatsanwalt, SOKO Kitzbühel), für den NDR (In Your Dreams - Sommer deines Lebens) und wirkte in mehreren Kurz- und Spielfilmen mit. 
2013 bis 2016 absolvierte sie ein Schauspielstudium an der Londoner Mountview Academy of Theatre Arts und zog anschließend nach Berlin. Seit ihrem Studium spielte sie Petrina in "Order of Kings - The Dark Kingdom", einem internationalen Kinofilm, wirkte in mehreren Produktionen für deutsche Fernsehsender, wie dem ZDF und der ARD mit (Notruf Hafenkante, SOKO Stuttgart, Hubert und Staller) und übernahm Rollen in weiteren Kurz- und Spielfilmen. 
Chiara von Galli wuchs bilingual deutsch- und englischsprachig auf. Sie beherrscht den Bayerischen Dialekt. Die sportliche Nachwuchsschauspielerin arbeitete früher auch als Personal Trainerin. Sie hat Wohnsitze in Berlin, London und München.
Seit 2021 arbeitet sie außerdem als Portraitfotografin für Künstler.

## Filmografie (Auswahl)
- 2007: Die Wilden Hühner und die Liebe
- 2011: Kinderspiel (Kurzfilm)
- 2011: SOKO 5113 – Loverboy (Fernsehserie)
- 2011: Schmidt & Schmitt – Wir ermitteln in jedem Fall (Fernsehserie; Episodenrolle)
- 2011: Glaub mir
- 2012: Der Bergdoktor – Auszeit (Fernsehserie)
- 2012: Lou lässt los
- 2012: Der Ausflug (Kurzfilm)
- 2013: SOKO Stuttgart – Mütter (Fernsehserie)
- 2013: Die Toten reiten schnell
- 2013: SOKO Kitzbühel – Waidmannstod (Fernsehserie)
- 2013: SOKO 5113 – Carmen (Fernsehserie)
- 2014: Das Langsame und das Immerwährende (Kurzfilm)
- 2014: Der Staatsanwalt – Das Luder (Fernsehserie)
- 2016: SOKO Stuttgart – Major Mimis Ende (Fernsehserie)
- 2018: Hubert und Staller – Dirndl-Krieg (Fernsehserie)
- 2018: Dragon Kingdom
- 2020: Ginger or Mint (Kurzfilm)
- 2021: Volverás (Spielfilm)
- 2021: Notruf Hafenkante - Van Life